# Stylidiaceae
Stylidiaceae is een botanische naam voor een familie van tweezaadlobbige planten. Een familie onder deze naam wordt de laatste decennia regelmatig erkend door systemen van plantentaxonomie, en ook door het APG-systeem (1998) en het APG II-systeem (2003).
Deze familie kent meer dan 240 soorten in 5 geslachten nl.: Forstera - Levenhookia - Oreostylidium - Phyllachne - Stylidium waarvan de meeste endemisch zijn in Australië en Nieuw-Zeeland.
Echter, in APG II zijn er twee mogelijke omschrijvingen:
- in enge zin, exclusief het genus Donatia (dat dan de familie Donatiaceae vormt)
- in brede zin, inclusief het genus Donatia.